# Kainuun Sanomat
Kainuun Sanomat är en finländsk sexdagarstidning som utges i Kajana. 
Tidningen började utges 1918 som ett republikanskt organ för Agrarförbundet. Tack vare sin partipolitiska förankring utvecklades tidningen snabbt till Kajanas ledande tidning, en ställning den har behållit fram till våra dagar, då den ingår i Alma Media-koncernen (sedan 1998). Upplagan var 2009 20 893 exemplar.